# Złącze krawędziowe

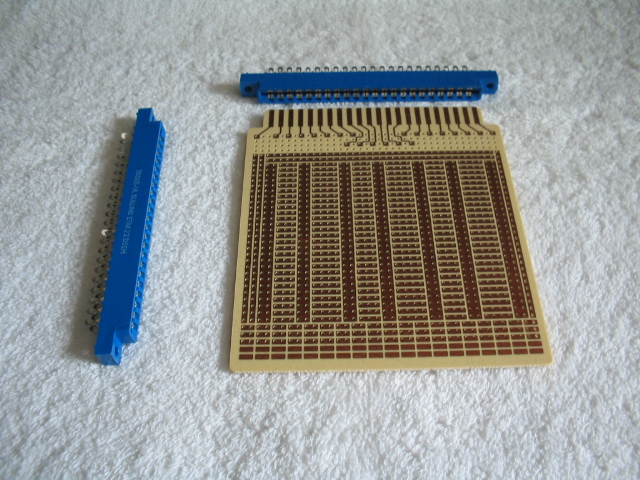
Dwa 44-pinowe sloty (niebieskie) i wtyk złącza krawędziowego na płytce drukowanej.

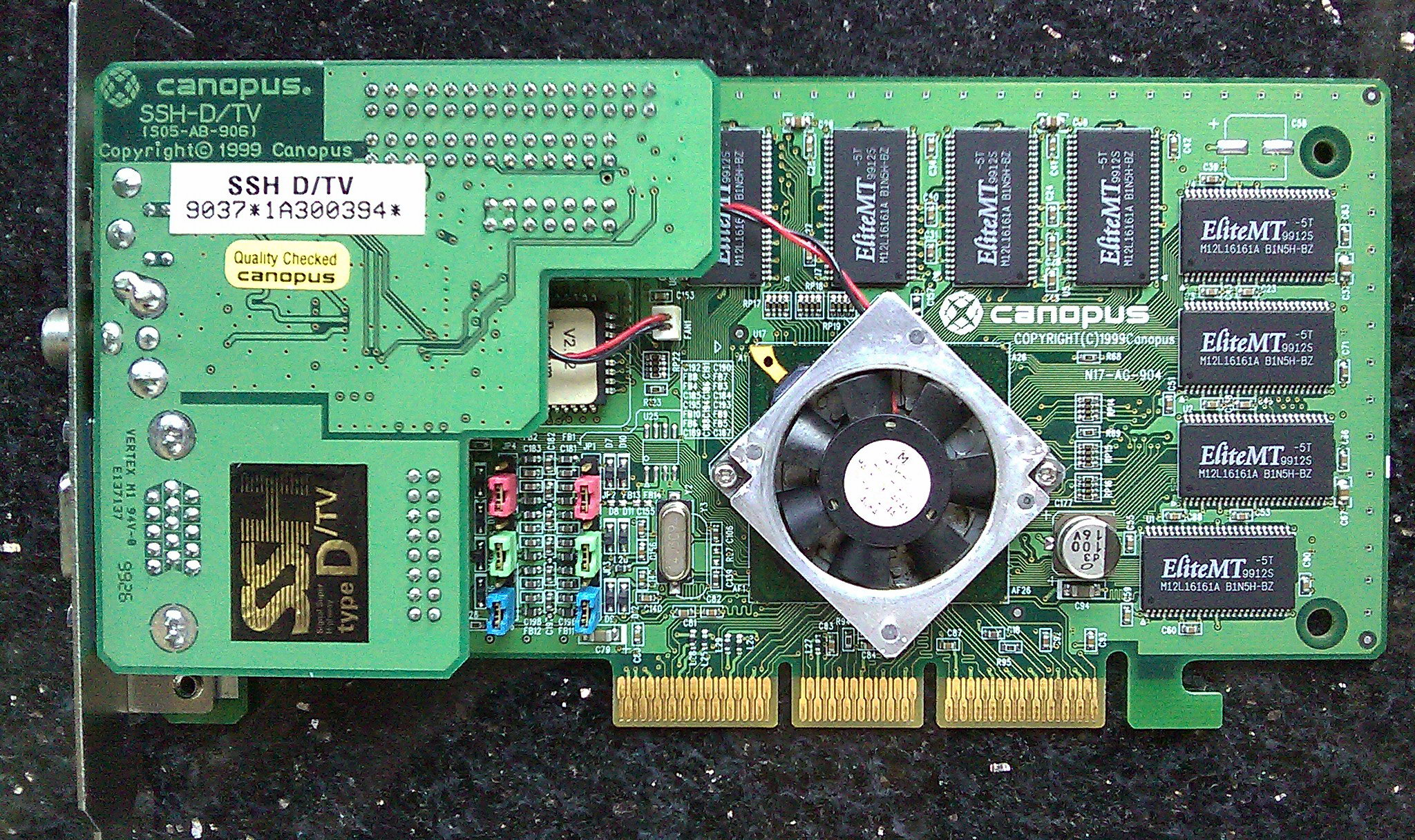
Dwurzędowe złącze krawędziowe na karcie AGP

Złącze krawędziowe – złącze elektroniczne, którego wtyk wykonany jest jako część płytki drukowanej. Elementem konstrukcyjnym wtyku złącza jest płytka drukowana, której pola stykowe są ścieżkami obwodu drukowanego rozmieszczonymi w pobliżu jej krawędzi. Styki złącza pokrywa się złotem, srebrem lub innym materiałem stykowym, aby poprawić parametry elektryczne złącza, a sam wtyk jest fazowany, w celu ułatwienia jego montażu. Gniazdo złącza krawędziowego, czyli slot, ma postać podłużnego plastikowego elementu wielostykowego montowanego do czoła płytki drukowanej, do którego wsuwa się płaski wtyk. Gniazdo może posiadać zabezpieczenie przed przypadkowym wysunięciem się wtyku ze złącza.
Złącza krawędziowe są tanie w produkcji, a także stanowią dość solidną i wytrzymałą konstrukcję, przez co stosuje się je powszechnie w elektronice. W komputerach występują między innymi jako złącza kart peryferyjnych, takich jak PCI, PCI Express i AGP, lub jako złącza mSATA lub M.2 dysków SSD.